# Kabinett Kinach
Das Ministerkabinett Kinach (ukrainisch Уряд Анатолія Кінаха) war die von Mai 2001 bis November 2002 bestehende Regierung der Ukraine unter dem Ministerpräsidenten Anatolij Kinach.

## Zusammensetzung des Kabinetts
| Portfolio                                           | Minister                                                     | Foto | Bemerkung                                  |
| --------------------------------------------------- | ------------------------------------------------------------ | ---- | ------------------------------------------ |
| Ministerpräsident                                   | Anatolij Kinach                                              |      |                                            |
| Erster stellvertretender Ministerpräsident          | Oleh Dubyna (Олег Вікторович Дубина)                         |      |                                            |
| Vizeministerpräsident                               | Wolodymyr Semynoschenko (Володимир Петрович Семиноженко)     |      |                                            |
| Vizeministerpräsident                               | Leonid Kosatschenko (Леонід Петрович Козаченко)              |      |                                            |
| Vizeministerpräsident                               | Wassyl Rohowyj (Василь Васильович Роговий)                   |      | bis 25. Juni 2001                          |
| Außenminister                                       | Anatolij Slenko                                              |      | Oktober 2000 bis September 2003            |
| Wirtschaftsminister                                 | Wassyl Rohowyj (Василь Васильович Роговий)                   |      | bis 25. Juni 2001                          |
| Wirtschaftsminister                                 | Oleksandr Schlapak (Олександр Віталійович Шлапак)            |      | von Juli 2001 bis 30. August 2001          |
| Minister für Wirtschaft und europäische Integration | Oleksandr Schlapak (Олександр Віталійович Шлапак)            |      | ab dem 30. August 2001                     |
| Innenminister                                       | Jurij Smyrnow (Юрій Олександрович Смирнов)                   |      |                                            |
| Verteidigungsminister                               | Wolodymyr Schkidtschenko (Володимир Петрович Шкідченко)      |      | ab dem 12. November 2001                   |
| Verteidigungsminister                               | Oleksandr Kusmuk                                             |      | vom 29. Mai 2001 bis 24. Oktober 2001      |
| Justizminister                                      | Sjusanna Stanik (Сюзанна Романівна Станік)                   |      | vom 29. Mai 2001 bis zum 7. Mai 2002       |
| Justizminister                                      | Oleksandr Lawrynowytsch (Олександр Володимирович Лавринович) |      | ab 7. Mai 2002                             |
| Landwirtschaftsminister                             | Iwan Kyrylenko (Іван Григорович Кириленко)                   |      | vom 29. Mai 2001 bis zum 19. April 2002    |
| Landwirtschaftsminister                             | Serhij Ryschuk (Сергій Миколайович Рижук)                    |      | ab 19. April 2002                          |
| Gesundheitsminister                                 | Witalij Moskalenko (Віталій Федорович Москаленко)            |      |                                            |
| Finanzminister                                      | Ihor Mitjukow (Ігор Олександрович Мітюков)                   |      | vom 29. Mai 2001 bis zum 27. Dezember 2001 |
| Finanzminister                                      | Ihor Juschko (Ігор Олегович Юшко)                            |      | ab 27. Dezember 2001                       |
| Minister für Arbeit und Sozialpolitik               | Iwan Sachan (Іван Якович Сахань)                             |      |                                            |
| Katastrophenschutzminister                          | Wassyl Durdynez                                              |      |                                            |
| Minister für Kultur und Kunst                       | Jurij Bohuzkyj (Юрій Петрович Богуцький)                     |      |                                            |
| Minister für Umwelt und natürl. Ressourcen          | Serhij Kurykin (Сергій Іванович Курикін)                     |      |                                            |
| Verkehrsminister                                    | Heorhij Kirpa                                                |      | ab dem 7. Mai 2002                         |
| Verkehrsminister                                    | Walerij Pustowojtenko                                        |      | vom 9. Juni 2001 bis zum 30. April 2002    |
| Minister für Brennstoffe und Energie                | Witalij Hajduk                                               |      | ab dem 22. November 2001                   |
| Minister für Brennstoffe und Energie                | Stanislaw Staschewskyj                                       |      | vom 6. März 2001 bis zum 19. November 2001 |
| Minister für Industriepolitik                       | Wassyl Hurejew (Василь Миколайович Гуреєв)                   |      | vom 5. Juni 2001 bis zum 24. April 2002    |
| Minister für Industriepolitik                       | Anatolij Mjalyzja (Анатолій Костянтинович М'ялиця)           |      | ab dem 10. Juni 2002                       |
| Bildungsminister                                    | Wassyl Kremen (Васи́ль Григо́рович Кре́мень)                    |      |                                            |